# 汕头双盘吸虫
汕头双盘吸虫（学名：Diacetabulum shantouense）是吸虫纲斜睾目微茎科双盘属的一种寄生虫，最初于中华人民共和国广东省汕头市的环颈鸻华东亚种（Charadrius alexandrinus dealbatus）的肠中发现。

## 形态特征
汕头双盘吸虫呈长叶片状，狭长扁平。平均长1.254毫米，平均宽0.302毫米。其阴茎囊表面有肌纤维束，生殖腔后部具丛针状密布的小刺。